# یواس‌اس فولام (دی‌دی-۴۷۴)
یواس‌اس فولام (دی‌دی-۴۷۴) (به انگلیسی: USS Fullam (DD-474)) یک کشتی بود که طول آن ۱۱۴٫۷ متر (۳۷۶ فوت) بود. این کشتی در سال ۱۹۴۲ ساخته شد.